# Replacement Girl
Replacement Girl è il singolo di debutto del rapper canadese Drake, estratto come singolo dal mixtape, Comeback Season. Il singolo è stato pubblicato nel 2007 e prodotto da Boi-1da e T-Minus e figura la collaborazione di Trey Songz. Il video musicale del brano è stato il primo di un artista canadese senza etichetta ad essere trasmesso su BET.